# インドネシア鉄道CC300形ディーゼル機関車
インドネシア鉄道CC300形ディーゼル機関車（インドネシアてつどうCC300けいディーゼルきかんしゃ、インドネシア語：Lokomotif CC300）は、PT KAI（インドネシア鉄道会社）が所有するディーゼル機関車である。PT INKAによって製造され合計5両が存在している。
本項では同型車両をベースとしている、フィリピン国鉄9000形ディーゼル機関車についても記述する。

## 概要
PT INKAの社長であるアグス・プルノモ氏は、この機関車は耐洪水性があるため非常に信頼できると語った。また、CC300形の設計プロジェクトはインドネシア共和国運輸省との共同で行われたため、開発費用は国営企業であるPT INKAも負担していると述べた。開発費用には、300億ルピアもの資金が支払われた。1メートルの洪水に巻き込まれても、客車を牽引している当形式の機関車は走行可能であった。 INKAによるディーゼル機関車の開発は2009年から行われており、特に鉄道の洪水問題を抱える国々に輸出される可能性が高い。後退中の運転による牽引中の客車を監視できるように、両側にCCTVカメラが設置されている。CC300形ディーゼル機関車は2013年5月20日の国家覚醒の日に運行が開始された。

## 配置
CC300形ディーゼル機関車は 5両 (CC 300 12 01、CC 300 12 02、CC 300 12 03、CC 300 14 01、CC 300 14 02)が生産された。ジャカルタ、中部ジャワ、東ジャワ、北スマトラ、ランプンの各機関区に配置される予定である。
| 配置場所         | 配置場所 | 車両番号                 | 配置両数 |
| 機関区名         | 電報略号 | 車両番号                 | 配置両数 |
| ---------------- | -------- | ------------------------ | -------- |
| ングロンボ       | NBO      | CC300 12 01・CC300 12 02 | 2両      |
| チピナン         | CPN      | CC300 12 03              | 1両      |
| メダン           | MDN      | CC300 14 01              | 1両      |
| タンジュンカラン | TNK      | CC300 14 02              | 1両      |

### フィリピン国鉄9000形ディーゼル機関車
フィリピンには、2020年からフィリピン国鉄9000形ディーゼル機関車として落成し以下の車両が納入された。
| 機関区名     | 車番                                                              |
| ------------ | ----------------------------------------------------------------- |
| トゥトゥバン | - 9001 (CC 300 20 01) - 9002 (CC 300 20 02) - 9003 (CC 300 20 03) |

## ギャラリー

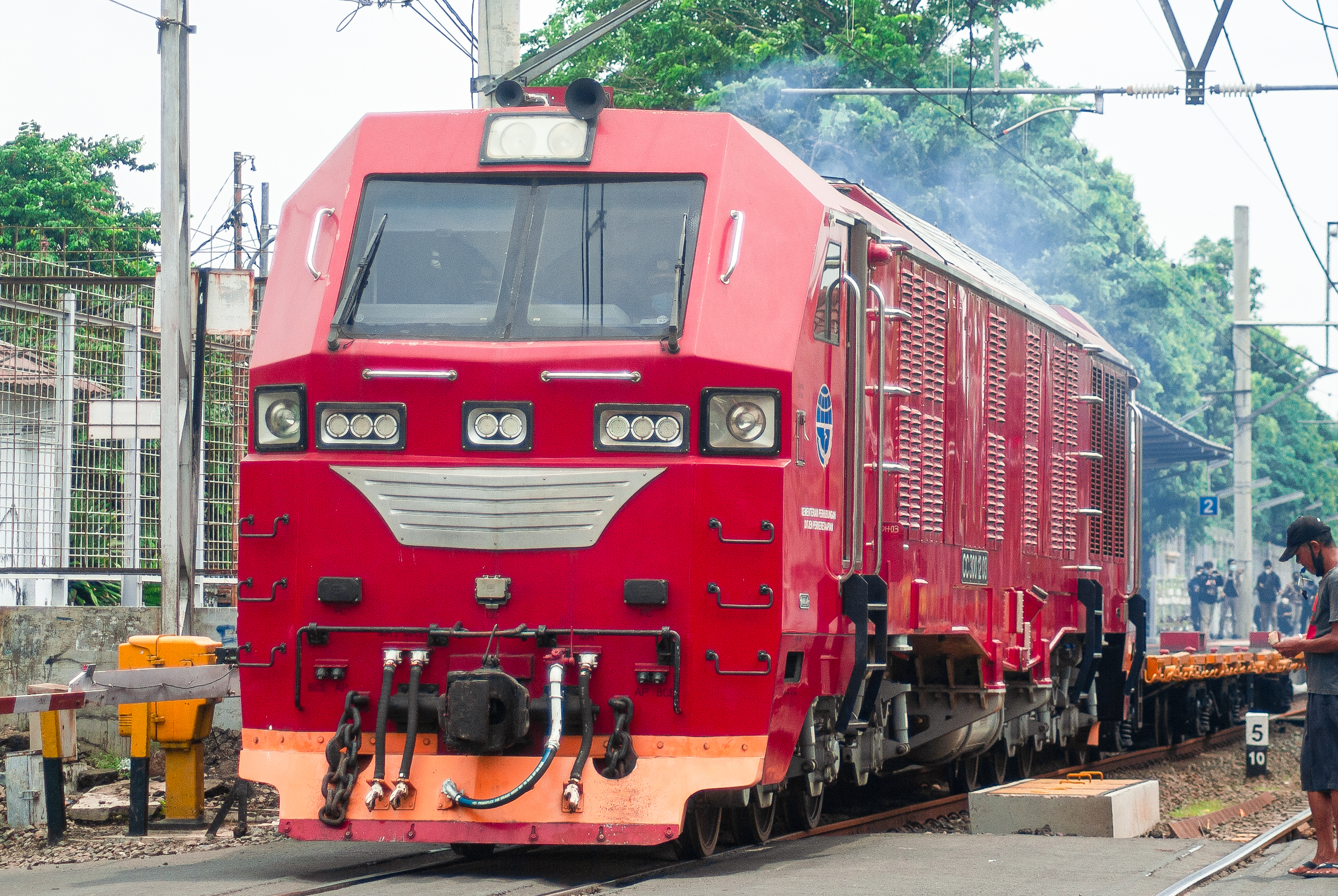
CC300形機関車
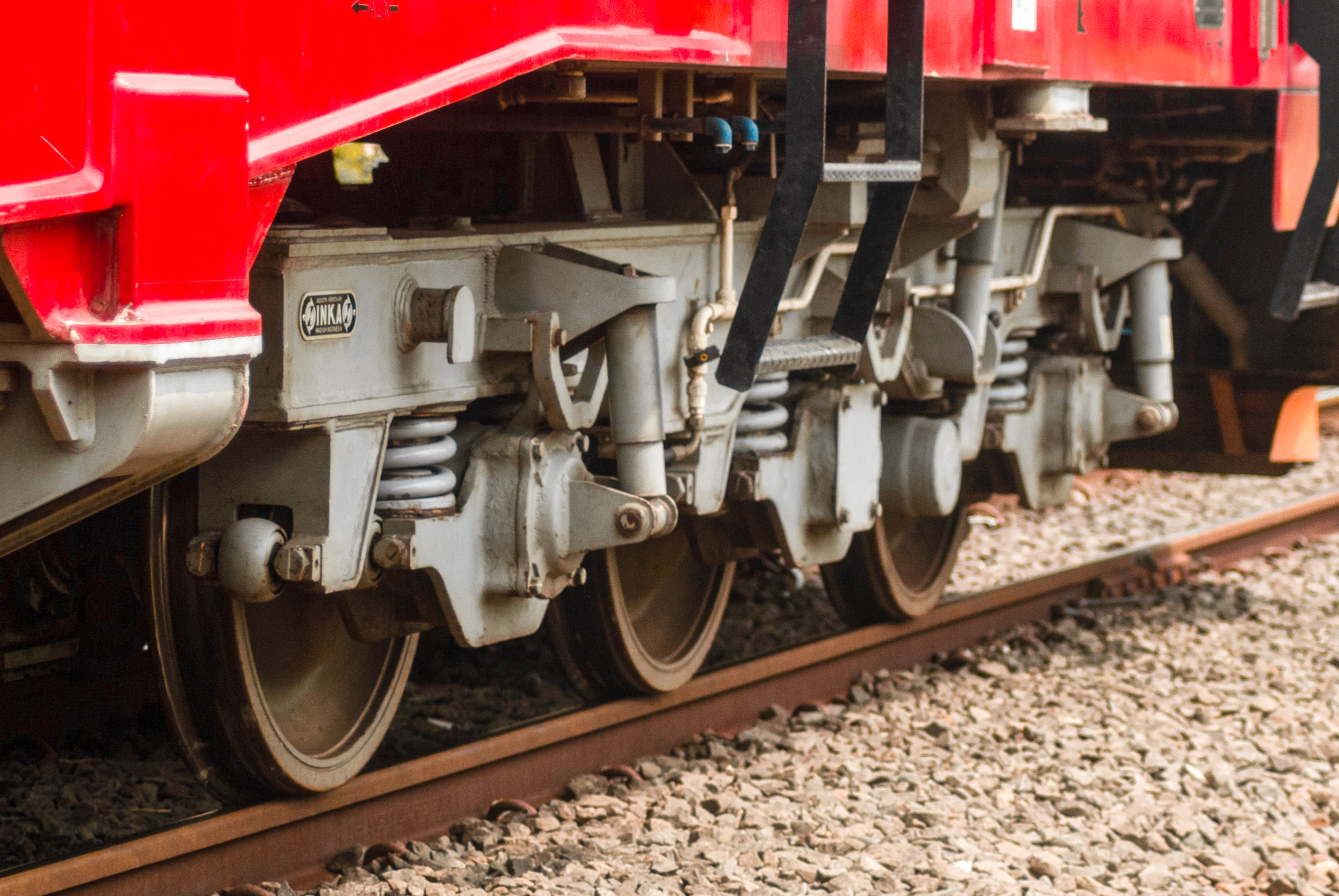
CC300形機関車の台車
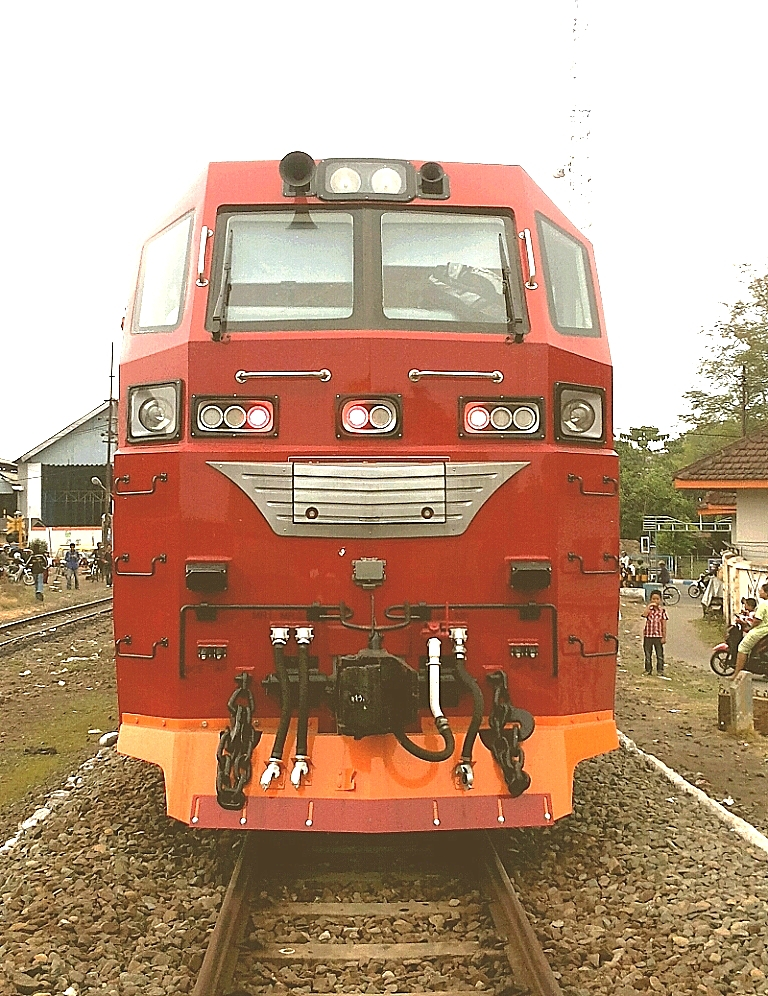
正面からの写真
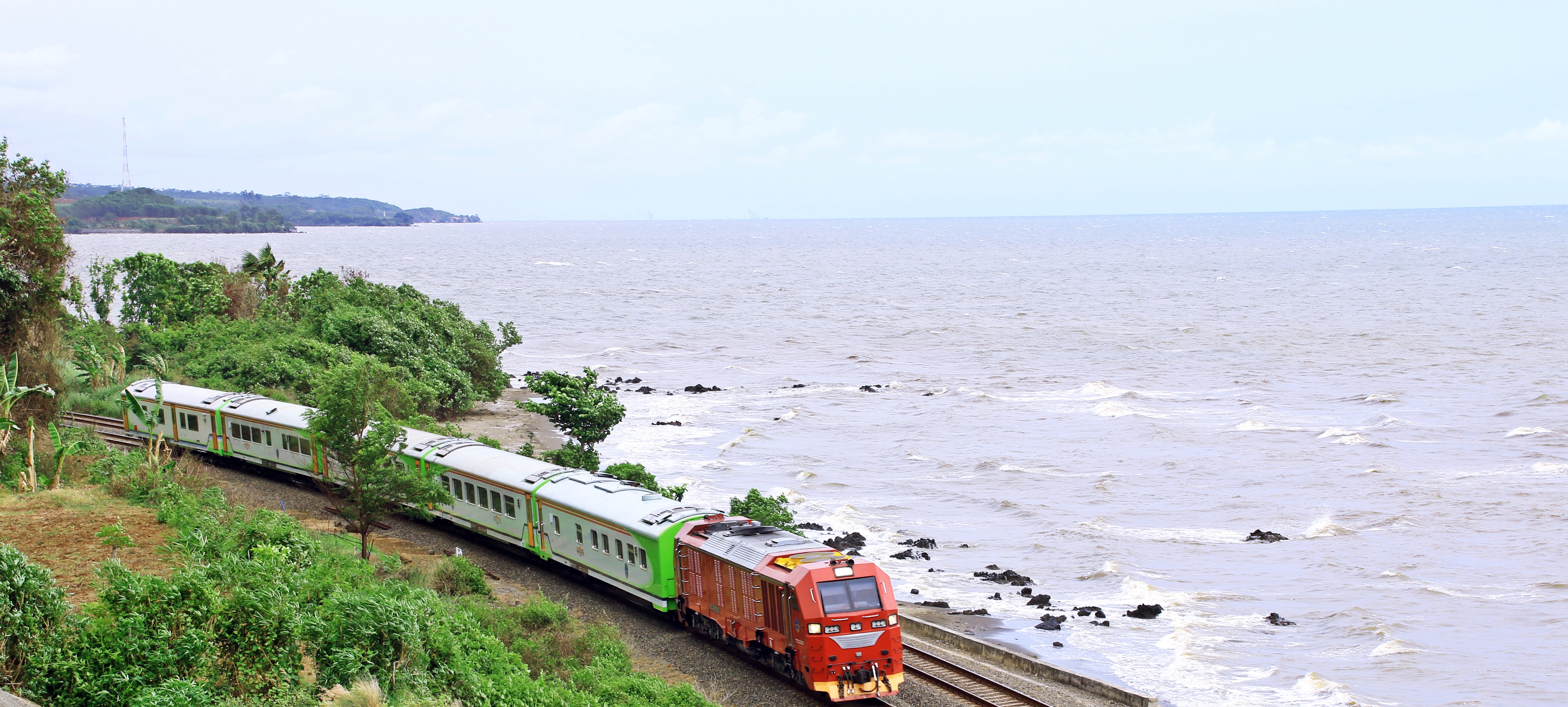
実際に客車運用している様子
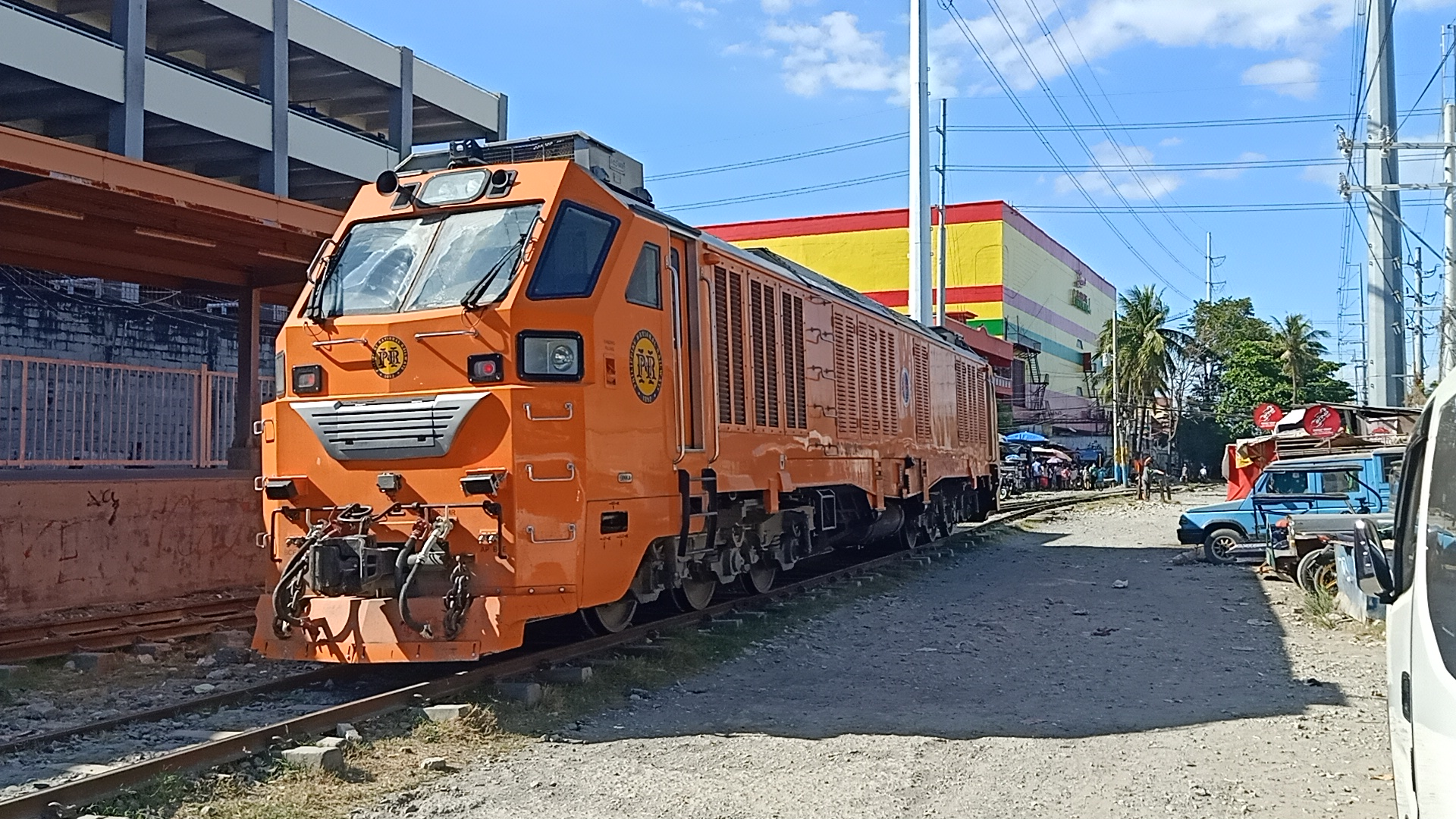
フィリピン国鉄9000形ディーゼル機関車